# عیسی‌آباد (شوش)
عیسی‌آباد یا شیخ عیسی روستایی در دهستان حسین‌آباد بخش مرکزی شهرستان شوش استان خوزستان ایران است.

## جمعیت
بر پایه سرشماری عمومی نفوس و مسکن در سال ۱۳۹۵ جمعیت این روستا ۱۹۰ نفر (۵۴خانوار) بوده‌است.